# Dolní Pertoltice
Dolní Pertoltice är en ort i Tjeckien.   Den ligger i regionen Liberec, i den norra delen av landet, 110 km norr om huvudstaden Prag. Dolní Pertoltice ligger 303 meter över havet och antalet invånare är 250.
Terrängen runt Dolní Pertoltice är platt åt nordost, men åt sydväst är den kuperad.Runt Dolní Pertoltice är det ganska glesbefolkat, med 35 invånare per kvadratkilometer. Närmaste större samhälle är Frýdlant v Čechách, 6,8 km söder om Dolní Pertoltice. Omgivningarna runt Dolní Pertoltice är en mosaik av jordbruksmark och naturlig växtlighet.